# Tramonti di Sopra
Tramonti di Sopra – miejscowość i gmina we Włoszech, w regionie Friuli-Wenecja Julijska, w prowincji Pordenone.
Według danych na rok 2004 gminę zamieszkiwało 408 osób, 3,3 os./km².